# 59 ق هـ
59 ق هـ هي السنة التاسعة والخمسون السابقة للهجرة النبوية، وهي توافق ما بين سنتي 564 و565 حسب التقويم الميلادي، أي أنها بدأت في سنة 564م وانتهت في سنة 565م.

## مواليد
- حجل بن عبد المطلب أحد أعمام النبي محمد ﷺ .